# Дюпрі (Південна Дакота)
Дюпрі (англ. Dupree) — місто (англ. city) в США, в окрузі Зібек штату Південна Дакота. Населення — 494 особи (2020).

## Географія
Дюпрі розташоване за координатами 45°2′58″ пн. ш. 101°36′5″ зх. д. / 45.04944° пн. ш. 101.60139° зх. д. (45.049479, -101.601316).  За даними Бюро перепису населення США в 2010 році місто мало площу 1,02 км², уся площа — суходіл.

## Демографія
Згідно з переписом 2010 року, у місті мешкало 525 осіб у 176 домогосподарствах у складі 116 родин. Густота населення становила 517 осіб/км².  Було 203 помешкання (200/км²).
Расовий склад населення:
| - 66,9 % — корінних американців - 29,3 % — білих |

До двох чи більше рас належало 3,4 %. Частка іспаномовних становила 4,2 % від усіх жителів.
За віковим діапазоном населення розподілялося таким чином: 37,3 % — особи молодші 18 років, 54,9 % — особи у віці 18—64 років, 7,8 % — особи у віці 65 років та старші. Медіана віку мешканця становила 27,6 року. На 100 осіб жіночої статі у місті припадало 86,8 чоловіків;  на 100 жінок у віці від 18 років та старших — 83,8 чоловіків також старших 18 років.
Середній дохід на одне домашнє господарство  становив 43 644 долари США (медіана — 39 318), а середній дохід на одну сім'ю — 43 863 долари (медіана — 38 750). За межею бідності перебувало 28,4 % осіб, у тому числі 30,4 % дітей у віці до 18 років та 13,5 % осіб у віці 65 років та старших.
Цивільне працевлаштоване населення становило 203 особи. Основні галузі зайнятості: освіта, охорона здоров'я та соціальна допомога — 33,5 %, публічна адміністрація — 16,7 %, фінанси, страхування та нерухомість — 8,4 %, сільське господарство, лісництво, риболовля — 6,4 %.